# 拉季科韋
50°5′27″N 36°58′57″E / 50.09083°N 36.98250°E
拉季科韋（烏克蘭語：Радькове）是位於烏克蘭東部的村莊，由哈爾科夫州丘胡伊夫区的舊薩爾蒂夫市鎮負責管轄。該村距離洪塔里夫卡1公里，始建於1640年，面積1.03平方公里，海拔高度148米，2001年人口43。